# Macerio
Macerio is een geslacht van spinnen uit de familie Cheiracanthiidae.

## Soorten
- Macerio chabon Ramírez, 1997
- Macerio conguillio Ramírez, 1997
- Macerio flavus (Nicolet, 1849)
- Macerio lanin Bonaldo & Brescovit, 1997
- Macerio nicoleti (Mello-Leitão, 1951)
- Macerio nublio Bonaldo & Brescovit, 1997
- Macerio pichono Bonaldo & Brescovit, 1997
- Macerio pucalan Ramírez, 1997